# Exofullerène
Un exofullerène est un fullerène possédant des atomes, des ions ou des agrégats atomiques supplémentaires attachés à l'extérieur de sa structure, tels C50Cl10 et C60H8, au contraire des endofullerènes.